# Úcupe
Úcupe es una zona arqueológica ocupado por las culturas moche y sicán. Situada en la Región Lambayeque, provincia de Chiclayo, distrito de Lagunas, a 39 kilómetros de la ciudad de Chiclayo. y a 500 metros al sur del río Saña, el complejo está conformado por las huacas Limón y El Pueblo, este último tiene 17,57 metros de altura, 80,53 metros de largo y 55,39 metros de ancho en su base, además de que fue el lugar donde se halló al Señor de Úcupe (Bourget et al 2012: 99-100).
Uno de los primeros trabajos en este complejo corresponde al reconocimiento de la región realizado por Paul Kosok (1959, 1967), el cual establece una primera aproximación del desarrollo cultural lambayecano, basado en sus investigaciones de los valles de Jequetepeque, Saña, Lambayeque, L Leche y Motupe (Bourget et al 2012: 99). 
En 1983 se descubrieron murales con pinturas de representaciones antropomorfas.
En julio del 2008 el arqueólogo canadiense Steve Bourget, descubrió los restos óseos de lo que sería un sacerdote guerrero de 25 a 35 años de edad, perteneciente a la fase Moche medio (400-600 d. C.), que concentraba la mayor cantidad de diademas y coronas halladas hasta el momento en el Perú, a quien se le dio el nombre de Señor de Ucupe.  Su cuerpo estaba cubierto con una túnica adornada de pequeñas placas de cobre dorado, y su rostro estaba cubierto con dos máscaras funerarias, incluía un collar de cuatro pulgadas (de diez centímetros), en forma de disco y sonajeros de plata que rodeaban su cuello. En la cabeza llevaba una corona dorada. Seis coronas y diez más tocados en forma de V llamadas diademas, dispuestas en la parte superior de su cuerpo, mientras que otra diadema fue doblado por la mitad y colocado encima de su cabeza. El gobernante luego fue envuelto en un gran fardo hecho de caña y textiles, junto con objetos que sugieren su condición política. Encima de todo esto se colocó finalmente una diadema, el primer tesoro encontrado por los arqueólogos  ya que la limpieza se hizo por capas. El Señor de Úcupe fue enterrado encima de otro hombre y a su su costado había un segundo hombre colocado encima de una mujer embarazada, que al morir, fue enterrado junto a una mujer de 15 a 25 años el cual, llevaba en su vientre un bebe.
Este hallazgo fue posible gracias al apoyo de la National Science Foundation E. U., la Universidad de Texas en Austin y el Museo Tumbas Reales de Sipán; asimismo, generó gran repercusión a nivel internacional y es así en una edición de la prestigiosa revista especializada “Archaeology”, se considera al de Úcupe como el hallazgo más importante del 2009 (los restos se encontraron en el año 2008, pero la revista publicó un reportaje recién al año siguiente).
En el 2017 se iniciaron investigaciones en la huaca Limón.
El 17 de diciembre del 2018 se reinició la intervención arqueológica Huaca El Pueblo. Allí se descubrió la tumba que correspondería a un jefe militar perteneciente a la élite mochica.. Se trató de un gran hallazgo, que fue catalogado en 2009 como uno de los mayores descubrimientos arqueológicos del año por la revista estadounidense Archaeology. Su importancia surge no solamente por la calidad del ajuar funerario y de los objetos de poder, sino también por tratarse de la primera tumba de un dirigente de este tipo ubicada fuera del yacimiento de Sipán (Bourget et al 2012: 99). Correspondería a un jefe militar perteneciente a la élite Mochica Temprano (siglo II d. C.), ubicada a solo cien metros de la famosa Tumba del Señor de Úcupe. El hecho de que hayan retirado el cráneo es una práctica funeraria estrictamente ceremonial y religiosa, donde quizá figure la veneración del cráneo de un ancestro.
Encontraron tres cámaras funerarias, en la primera se recuperó una osamenta, probablemente femenina, acompañada de un niño. Las ofrendas consisten en coronas, diademas y pectorales de cobre, así como varios ceramios donde destacan vasijas escultóricas de calidad, incluyendo una escena erótica y otra representando a un personaje sentado en un trono.
En la segunda tumba fue sepultado un personaje de la élite mochica, acompañado de un camélido (posiblemente una llama) y ataviado con coronas, vestido de placas, diademas y un conjunto de más de 50 vasijas, donde destacan botellas escultóricas finamente trabajadas y decoradas de estilo Mochica témpano a medio.
La tercera tumba es una gran cámara funeraria, se documentó inicialmente una vasija de cerámica y un cráneo humano en el relleno de la tumba. Finalmente, al llegar al nivel del fardo funerario, aparecieron tres agrupaciones de vasijas que en total superarían 150 ejemplares y restos de huesos de camélidos. Evidentemente, que estos bienes y ofrendas acompañaban a un personaje de alto estatus en la jerarquía Mochica.
El fardo funerario habría sido colocado en una tarima de madera soportada sobre adobes. Hasta la fecha se ha identificado una corona, dos diademas, una máscara funeraria similar a la del Señor de Úcupe, dos estandartes, dos porras, un vestido de placas, dos orejeras y una nariguera.
El complejo arqueológico está amenazado por invasiones.